# Roca clástica
Las rocas clásticas o detríticas, son una clase de rocas sedimentarias compuestas de fragmentos, o clastos, de roca y minerales preexistentes acumulados mecánicamente, que se han consolidado en mayor o menor grado. Cuando no se ha consolidado se prefiere emplear los términos sedimento o depósito.

## Introducción
En geología se emplea el término clástico, o detrítico, para procesos sedimentarios, tanto para referirse a las rocas sedimentarias, como a las partículas en el transporte de sedimentos ya sea en suspensión o como carga de fondo, y en depósitos de sedimentos. Se pueden generar rocas clásticas en zonas de deformación de la corteza (cataclasticas) como son: brecha de falla; harina de falla; microbrecha, cataclasita, protomilonita, milonita, ultramilonita; gneis milonítico; y blastomilonita. Presentan una gran variedad de factores a tenerse en cuenta por lo que su clasificación de lugar a alguna controversia según los distintos autores. Además existe la dificultad de fijar cuando el proceso de transformación es lo suficientemente profundo para considerarse metamórfica.
Asimismo, se pueden formar en ambientes ígneos (piroclásticas) como pueden ser: brecha volcánica, aglomerado volcánico, lapillita, toba volcánica, chonita. En estos ambientes ígneos los procesos de fragmentación, transporte o consolidación se producen por fuerzas mecánicas que no son las habituales de la erosión y meteorización, por lo que se consideran rocas volcanosedimentarias. 
Existen rocas sedimentarias mixtas formada por la mezcla de componentes detríticos con otro como puede ser las margas que aparece con componentes químicos o los esquistos bituminosos que aparecen con componentes orgánicos

## Rocas clásticas de ambiente sedimentario (epiclastos)
Las rocas sedimentarias clásticas son rocas compuestas principalmente de piezas rotas o clastos de mayor degradado y erosionado las rocas. Los sedimentos clásticos o rocas sedimentarias se clasifican según el tamaño del grano, clastos, y la composición material de cementación ( matriz ) y textura. Los factores de clasificación suelen ser útiles en la determinación de una muestra del ambiente de deposición. Un ejemplo de ambiente clástico sería un sistema fluvial en el que toda la gama de granos transportados por el agua en movimiento consisten en piezas erosionadas de roca sólida por la corriente.

### Clasificación
La forma habitual de clasificar las rocas clásticas es por el tamaño de los fragmentos que la componen. Los fragmentos se ordenan según la escala Udden-Wentworth, o también según la escala numérica phi de Krumbein que ordena los granos según una escala logarítmica de tamaños. Según esta división existen tres grupos: Psefitas donde predomina los fragmentos del tamaño de la gravilla o mayores, grava, guijarros y bloques, es decir desde 2 mm o superiores. Psamitas, compuestas mayoritariamente por fragmentos del tamaño de la arena, entre 2 mm a 0,062 mm. Y pelitas con fragmentos menores de 0,062 mm, es decir del tamaño del limo o la arcilla, partículas menores de 0,0039 milímetros. El término lodo se utiliza para referirse a mezclan de partículas de arcilla y limo para crear sedimentos agregados. El término fangolitas se utiliza para referirse a las rocas que están compuestas de partículas de limo y arcilla. 
Para una clasificación más fina se tiene en cuenta otros aspectos además del tamaño del grano. Se pueden emplear la composición del clasto y de la cementación (matriz), o la morfología de los clastos.
La composición de sedimentitas clásticas incluye los componentes químicos y mineralógicos de la estructura, así como el material de cementación que forman estas rocas. Debido a la mayor resistencia de los minerales de la sílice, silicatos, frente a los carbonatos existe una importante clase de rocas clásticas formandas principalmente de partículas de silicatos obtenidos por la erosión de las rocas más antiguas y el vulcanismo piroclástico: las siliciclásticas, rocas no carbonatadas compuestas casi exclusivamente por sílice, ya sea en forma de cuarzo o silicatos. 
Para la clasificación Boggs las divide en cuatro categorías principales, minerales, minerales accesorios, fragmentos de roca y sedimentos químicos. 
Los minerales principales se pueden clasificar en subdivisiones en función de su resistencia a la descomposición química. Aquellos que poseen una gran resistencia a la descomposición se clasifican como estable, mientras que los que no se consideran menos estable. El mineral común más estable en las sedimentitas clásticas es el cuarzo. Este constituye aproximadamente el 65 por ciento de los granos de marco actuales en areniscas y aproximadamente el 30 por ciento de los minerales en las pizarras arcillosas. El feldespato es un mineral menos estables presentes en este tipo de rocas incluyendo tanto los feldespatos de potasio y la plagioclasa. Los feldespatos comprender una parte considerablemente menor de los granos marco y de minerales. Solo representan alrededor del 15 por ciento de los granos marco en las areniscas y el 5 % en las pizarras arcillosas. El grupo de minerales arcillosos están en su mayoría presentes en las lutitas (que comprende más del 60 %  de estos minerales) pero se puede encontrar en otras rocas sedimentarias siliciclásticas en niveles considerablemente inferiores.
Los minerales secundarios son aquellos cuya presencia en la roca no son directamente importante en la clasificación de la muestra. Estos se encuentra generalmente en cantidades más pequeñas en comparación con el cuarzo, y los feldespatos. Por otra parte, aquellos que se producen son los minerales pesados o gruesos generalmente granos de micas (tanto moscovita como biotita).
Los fragmentos de roca también se producen en la composición de sedimentitas clásticas y son responsables de alrededor del 10 al 15 por ciento de la composición de la piedra arenisca. Por lo general, constituyen la mayor parte de las partículas de tamaño de grava en conglomerados pero contribuyen solo una cantidad muy pequeña en la composición de las pelitas. A pesar de que a veces son fragmentos de roca no siempre son de origen sedimentario. También pueden ser metamórfica o ígnea.
Los cementos químicos varían en abundancia, pero se encuentran predominantemente en las areniscas. Los dos tipos principales, son de base de silicato o de base de carbonato. La mayoría de los cementos de sílice se compone de cuarzo, pero pueden incluir, cuarzo, ópalo, feldespatos y zeolitas.
La composición incluye la química y mineralógica componen de los fragmentos individuales o variado y el material de cementación (matriz) que ligan los clastos juntos formado una roca. Estas diferencias son los más utilizadas en los granos marco de areniscas. Las areniscas ricas en cuarzo se llaman areniscas de cuarzo, las ricas en feldespato se llaman arcosas, y los ricos en líticos son llamadas areniscas líticas. Si la proporción de carbonato cálcico es importante se llaman calcarenitas. 
En la morfología se puede estudiar la forma mayor o menor redondez, mayor o menor esfericidad.

Esquema de redondez y esfericidad.

#### Psefitas o ruditas: conglomerados y brechas

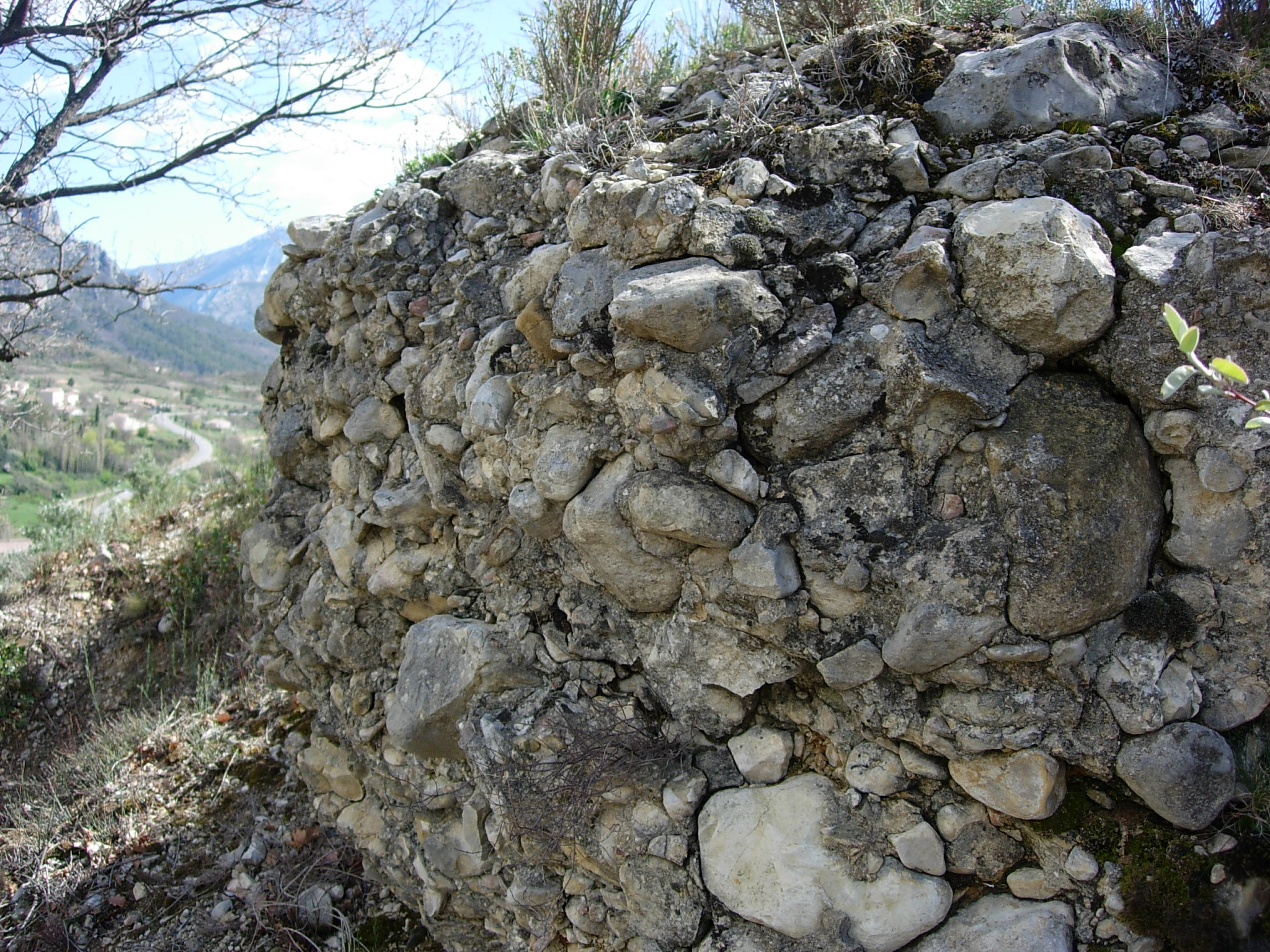
Conglomerado, con clastos subrredondeados.

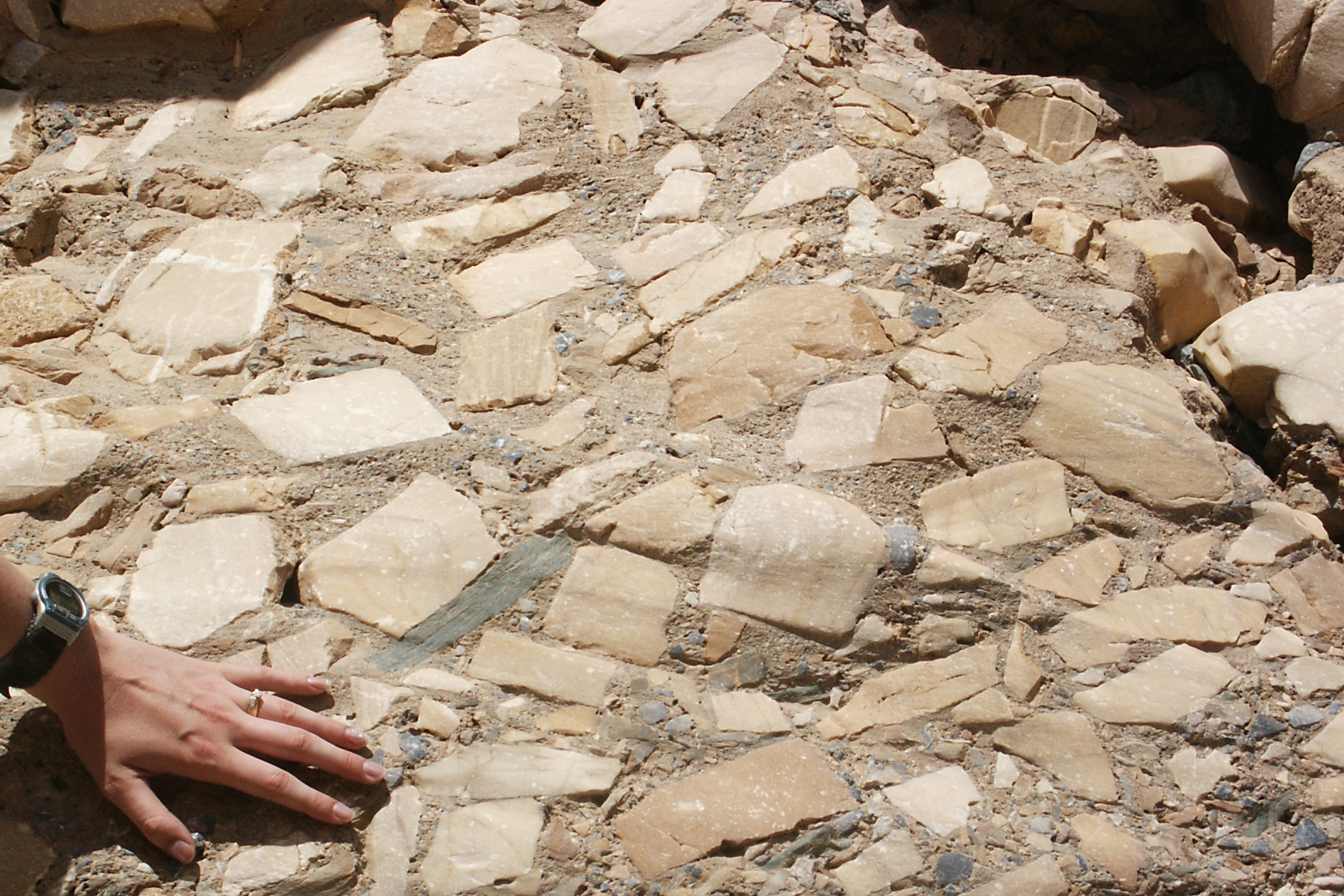
Brecha, con clastos angulosos.

Las psefitas o ruditas son rocas de grano grueso compuestas predominantemente por partículas del tamaño de la grava normalmente unidas por una matriz de grano más fino. El depósito de las psefitas se produce en el seno de aguas torrenciales o de glaciares, ya que otro tipo de agente de transporte no posee la energía suficiente para el gran tamaño de las partículas que la forman.
Estas rocas se han subdividido en conglomerados o pudingas, cuando los clastos son redondeados, y brechas, cuando los clastos son angulosos. El término conglomerado se emplea a veces para ambos tipos de rocas. Los conglomerados son comunes en las sucesiones estratigráficas de la mayoría, si no todas las edades, pero solo representan el uno por ciento o menos, en peso de la masa de roca sedimentaria total. En términos de origen y los mecanismos de deposición son muy similares a las areniscas. Como resultado, las dos categorías contienen a menudo las mismas estructuras sedimentarias.

##### Brechas sedimentarias
Las brechas sedimentarias son un tipo de roca sedimentaria clástica que se componen de clastos angulares a subangulares, orientadas al azar, de otras rocas sedimentarias. Se puede formar:
1. en los flujos de detritos, avalanchas, flujo de lodo o flujo de masa submarinos en medio acuoso. Técnicamente, las turbiditas son una forma de depósito y flujo de escombros son un depósito periférico de grano fino un flujo de brecha sedimentaria.

1. como angular, mal clasificados, fragmentos muy inmaduros de piedras en una masa basal de grano más fino que son producidos por desgaste de masas. Estos son, en esencia, litificado coluvial. En secuencias gruesas de sedimentos (coluviales) generalmente se forman brechas junto a escarpes de falla en las fosas tectónicas.

En el campo, a veces puede ser difícil distinguir entre una brecha sedimentaria de flujo de escombros y una brecha coluvial, sobre todo si se trabaja por completo con información de perforación. Las brechas sedimentarias son una roca huésped integral para muchos depósitos sedimentarios exhalativo .

#### Psamitas

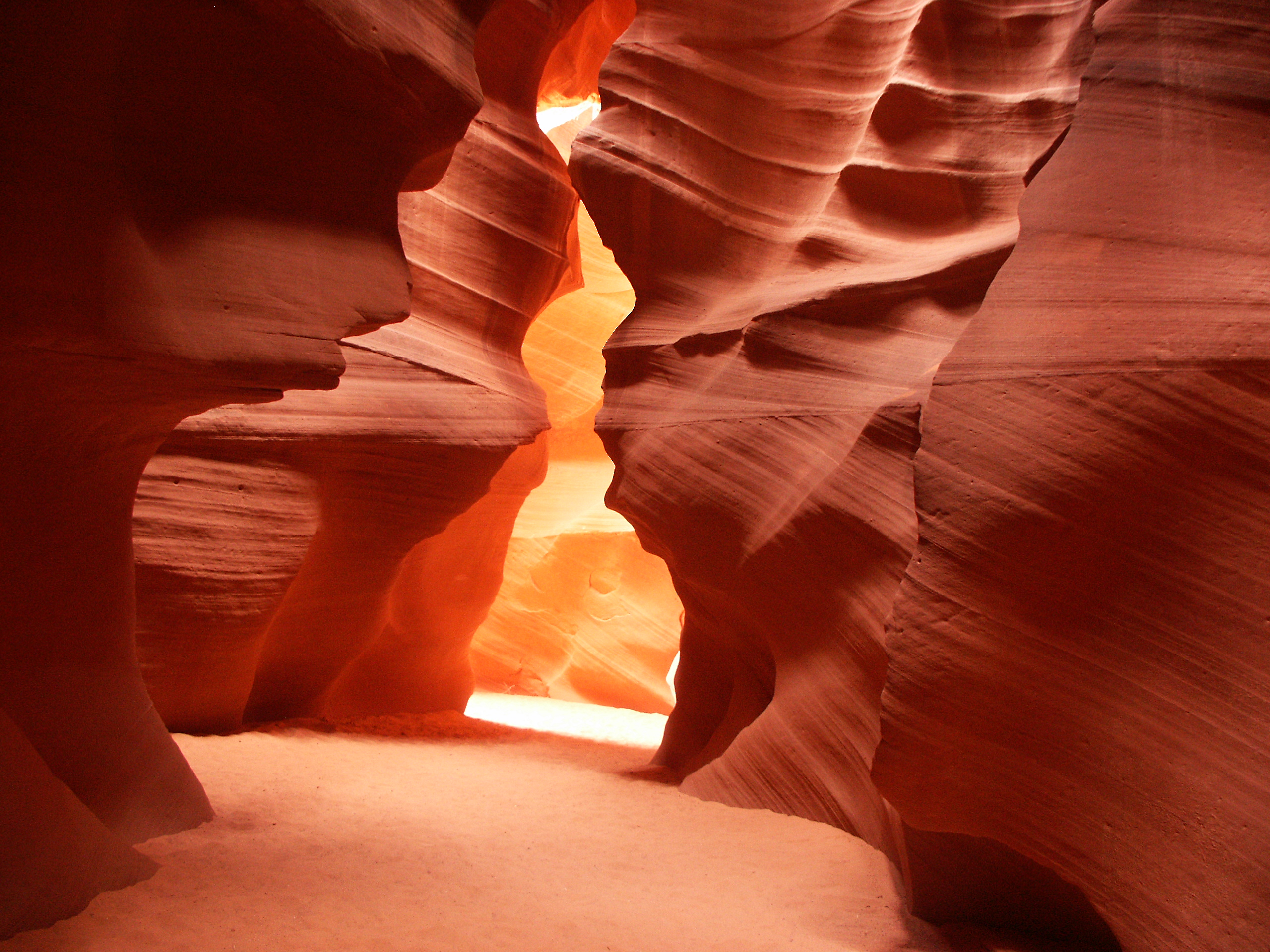
Areniscas en el Cañón Lower Antelope

Las psamitas son rocas de grano mediano compuestos por fragmentos redondeados o angulares del tamaño de la arena, que a menudo, pero no siempre tienen un cemento que une entre sí. Si el porcentaje de material, tanto en los granos como en el cemento, es lo suficientemente rico en carbonato cálcico para producir una reacción clara con el ácido clorhídrico en frío se llama calcarenitas. El resto se dividen en areniscas y grauvacas, si el porcentaje de partículas menores de 50 micrómetros (matriz o cemento) es menor o mayor del 15 por ciento. 
Estas partículas de tamaño arena son a menudo minerales de cuarzo, pero hay algunas categorías comunes y una amplia variedad de sistemas de clasificación que se utilizan para clasificar las areniscas basadas en la composición. Los sistemas de clasificación varían ampliamente, pero la mayoría de los geólogos han adoptado el esquema de Dott, que utiliza la abundancia relativa de cuarzo, feldespato y granos líticos marco y la abundancia de matriz fangosa entre estos granos más grandes.

#### Pelitas o fangolitas
Las rocas formadas por grano muy fino reciben el nombre de pelitas o fangolitas. El limo y la arcilla representan al menos el 50% del material que las componen. Existen varios esquemas de clasificación, pero la mayoría están basados en el tamaño de grano de los constituyentes principales. Cuando están poco consolidadas reciben el nombre de lutitas, estos son generalmente limo y arcilla. En geología, una mezcla de limo y arcilla se denomina lodo. Cuando están más consolidadas reciben el nombre de pizarras arcillosas o lutitas apizaradas.
Según Blatt, Middleton y Murray las lutitas compuestas principalmente de partículas de limo se clasifican como limolitas. A su vez, las rocas que poseen arcilla como la mayoría de partículas se llaman arcilita.
Existe una ambigüedad al traducir el término inglés shale (lutitas con laminación) al español que se suele traducir erróneamente como esquisto o pizarra, términos que se refieren a rocas metamórficas. Aunque es difícil donde poner la división algunas rocas dependiendo de la época geológica entran en una u otra clasificación. Se debe prestar atención a esta ambigüedad cuando se emplean textos en inglés. En algunos casos, el término esquisto también se utiliza para referirse a las lutitas y todavía es ampliamente aceptada por la mayoría. Sin embargo, otros utilizan el término shale para dividir las lutitas en base al porcentaje de arcilla de los constituyentes. La arcilla permite que sus partículas se apilan uno encima del otro creando láminas o camas. Cuanto mayor es la presencia de arcilla en una muestra dada, más laminada es la roca. En este caso, shale es reserva para lutitas laminadas, mientras mudstone se refiere aquellos que no lo son.
Las pelitas se localizan o en ambientes sedimentarios acuosos con un nivel de energía muy bajo, o ha sido transportados por el viento: los loess.

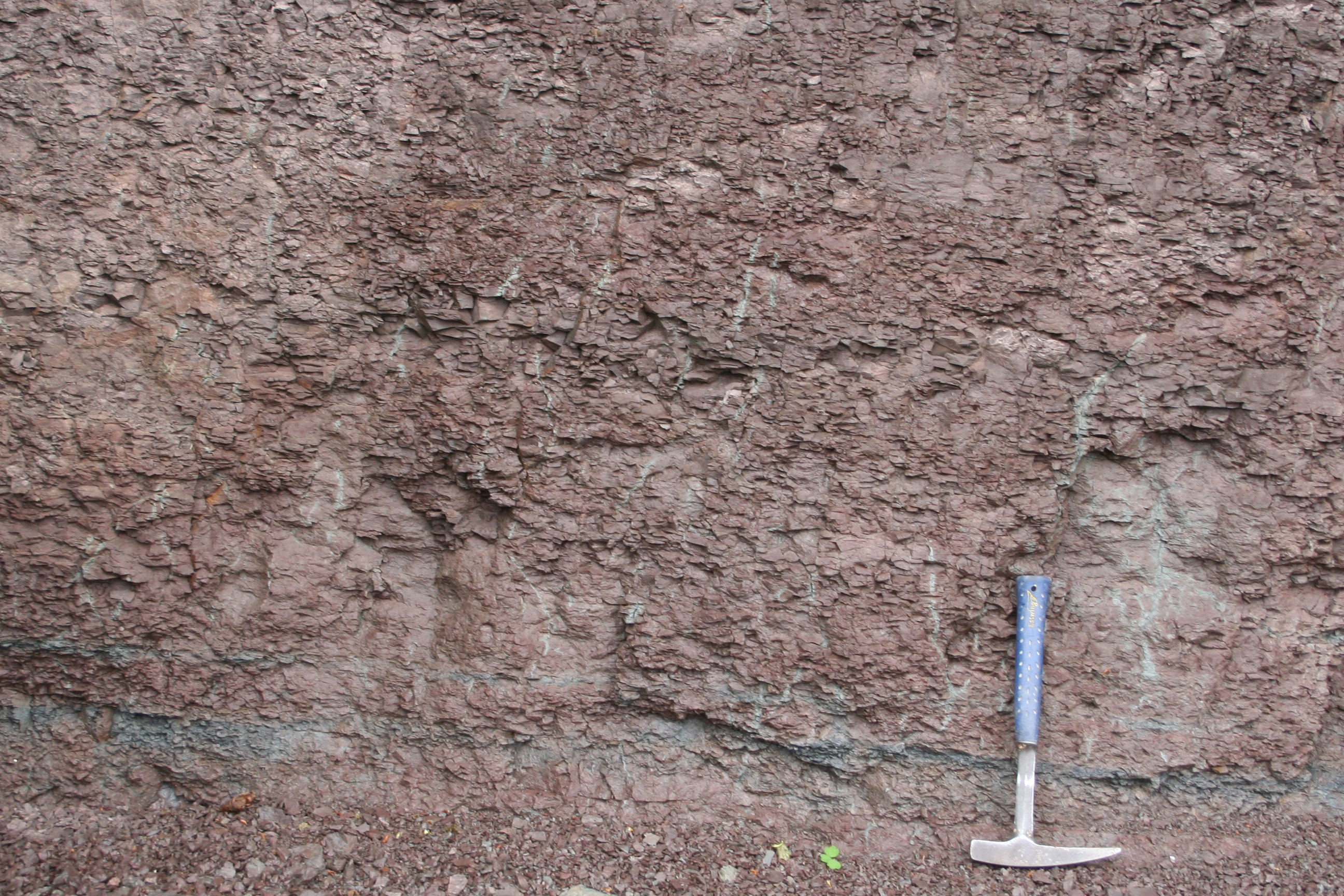
Lutita roja.
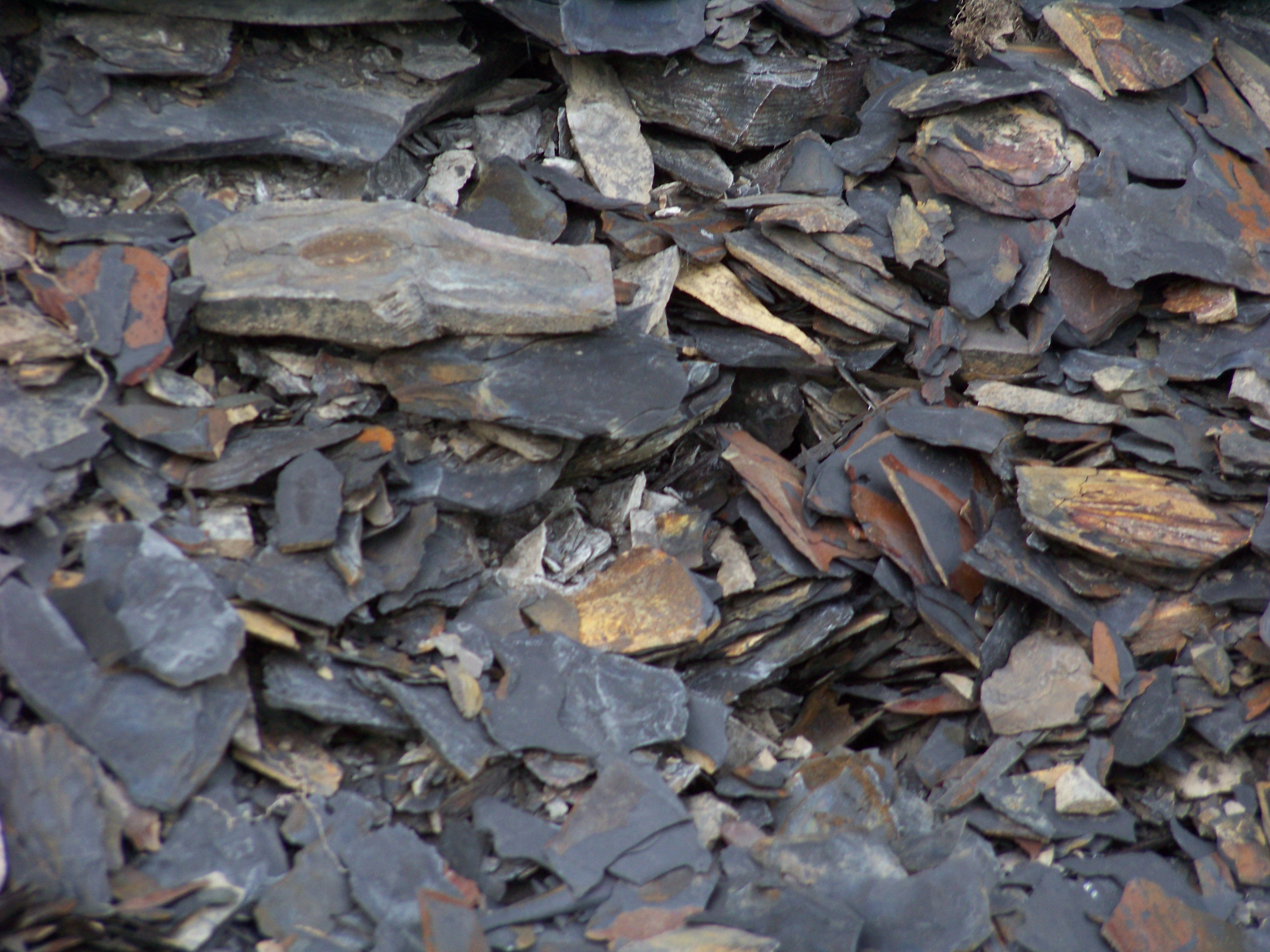
Lutitas con laminación (shales) negras

### Diagénesis de las rocas sedimentitas clásticas
Las rocas siliciclásticas formar inicialmente como depósitos de sedimentos sueltos como gravas, arenas y limos. El proceso de convertir los sedimentos sueltos en duro se llama litificación. Durante la litificación, los sedimentos experimentan cambios físicos, químicos y mineralógicos antes de convertirse en roca. El proceso primario físico en litificación es la compactación. Dado que el transporte de sedimentos y la deposición continua, se depositan nuevos sedimentos sobre la parte superior de los lechos anteriormente depositados enterrarlos. El entierro continúa y el peso de los sedimentos suprayacentes provoca el aumento en la temperatura y 
la presión. Este aumento de temperatura y presión sobre sedimentos sueltos granulados convertido totalmente lleno reducir la porosidad, esencialmente expulsando el agua del sedimento. La porosidad se reduce aún más por la precipitación de los minerales en los espacios de los poros restantes. La etapa final en el proceso es la diagénesis y se discutirá en detalle a continuación.

#### Cementación
La cementación es el proceso diagenético secundario por el cual los sedimentos clásticos quedan litificado o consolidado en rocas duras y compactas, por lo general a través de la deposición o precipitación de minerales en los espacios entre los granos individuales de sedimento. La cementación puede ocurrir simultáneamente con la deposición o en otro intervalo temporal. Además, una vez se deposita un sedimento, se puede sufrir cementación a través de las diversas etapas de diagénesis que se analizan a continuación.

#### Enterramiento poco profundo (eogenesis)
Eogenesis se refiere a las primeras etapas de la diagénesis. Puede suceder a muy poca profundidad, que van desde unos pocos metros a decenas de metros bajo la superficie. Los cambios que ocurren durante esta fase diagenética se refieren principalmente a la reelaboración de los sedimentos. Reacondicionamiento y compactación del grano, la bioturbación, así como los cambios mineralógicos ocurre en mayor o menor grado. Debido a la poca profundidad, los sedimentos experimentan solo una pequeña compactación y reordenamiento del grano durante esta etapa. Los organismos vivos recolocan los sedimentos cerca de la interfaz de deposición por madrigueras, gatear, y en algunos casos la ingestión de sedimentos. Este proceso puede destruir estructuras sedimentarias presentes en la deposición del sedimento. Estructuras tales como laminación dará paso a nuevas estructuras asociadas a la actividad de los organismos. A pesar de estar cerca de la superficie, la eogenesis proporciona las condiciones para que se produzca importantes cambios mineralógicos. Referidos esencialmente a la precipitación de nuevos minerales.

##### Cambios mineralógicos durante la eogenesis
Los cambios mineralógicos que se producen durante la eogenesis dependen del medio ambiente donde se ha depositado el sedimento. Por ejemplo, la formación de pirita es característica de las condiciones reductoras en los ambientes marinos. La pirita puede formarse como cemento, o sustituir a los materiales orgánicos, tales como fragmentos de madera. Otras reacciones importantes incluyen la formación de clorita, glauconita, illita y óxido de hierro (si en los poros está presente agua y oxígeno). Además, también se forman bajo condiciones marinas la precipitación de feldespato potásico, los cubrimientos de cuarzo y cementos de carbonato. En los ambientes no marinos casi siempre prevalece las condiciones no oxidantes, lo que significa que usualmente se generan óxidos de hierro, así como se forman minerales de caolinita. La precipitación de los cementos de cuarzo y calcita también puede ocurrir en condiciones no marinas.

#### Enterramiento profundo (mesogenesis)

##### Compactación

Solución bajo presión de los granos de silicatos

En los sedimentos enterrados a mayor profundidad, la presión de carga es más elevada lo que genera en grano apretado y el adelgazamiento del lecho. Esto hace aumentar la presión entre los granos, aumentando así la solubilidad de los granos. Como resultado se produce la disolución parcial de los granos de silicato. Esto se conoce como soluciones de presión. Químicamente hablando, los aumentos en la temperatura también pueden causar aumentos en las tasas de reacción química. Esto aumenta la solubilidad de la mayoría de los minerales comunes (aparte de evaporitas). Además, las capas delgadas y la porosidad disminuye permitiendo que se produzca cementación por la precipitación del sílice o cementos de carbonato en el espacio restante del poro.
En este proceso los minerales cristalizan a partir de soluciones acuosas que se filtran a través de los poros entre granos de sedimento. El cemento que se produce puede o no tener la misma composición química que el sedimento. En las areniscas, los granos de marco a menudo están cementados por sílice o carbonato. El grado de cementación depende de la composición del sedimento. Por ejemplo, en las areniscas líticas, la cementación es menos extensa porque el espacio de los poros entre los granos de marco se llena con una matriz de lodo que deja poco espacio para la precipitación. Esto sucede también a menudo en el caso de las fangolitas. Como resultado de la compactación, los sedimentos arcillosos que comprenden fangolitas son relativamente impermeables.

##### Disolución
Durante el enterramiento profundo puede producirse la disolución del marco de granos de silicato y el cemento carbonato previamente formado. Las condiciones que promueven esto son esencialmente opuestas a los necesarias para la cementación. Se puede disolver fragmentos de roca y minerales de silicato de baja estabilidad, tales como feldespato plagioclasa, piroxenos y anfíboles, como consecuencia de las temperaturas crecientes al aumentar la profundidad y la presencia de ácidos orgánicos en el agua intersticial. La disolución de los granos de marco y cementos aumenta la porosidad, particularmente en las areniscas.

##### Sustitución mineral
Es el proceso mediante el cual se disuelve un mineral y uno nuevo rellena ese espacio a través de la precipitación. El reemplazo puede ser parcial o completo. La sustitución completa destruye la identidad de los minerales originales o fragmentos de roca que dan una visión parcial de la mineralogía original de la roca La porosidad también puede verse afectada por este proceso. Por ejemplo los minerales arcillosos tienden a llenar el espacio de poros y por lo tanto reducir la porosidad.

##### Telogenesis
Es posible que el proceso de enterramiento se detenga y los depósitos clásticos se eleven como resultado de un evento de formación de montaña o la erosión. Cuando se produce la elevación, los depósitos enterrados se expone a un medio radicalmente nuevo. Debido a que el proceso traslada el material hacia o cerca de la superficie, los sedimentos elevados están sometidos a unas temperaturas y presiones menores, así como a agua de lluvia ligeramente ácida. Bajo estas condiciones, los granos de cemento marco y se somete de nuevo a la disolución y, a su vez aumenta la porosidad. Por otro lado, la telogenesis también puede cambiar granos marco de arcillas, reduciendo así la porosidad. Estos cambios dependen de las condiciones específicas que la roca está expuesta, así como la composición de la roca y el agua intersticial. El agua de poro específico, puede causar la precipitación adicional de cementos de carbonato o sílice. Este proceso también puede estimular el proceso de oxidación en los minerales que contienen hierro.

## Rocas clásticas de ambientes no sedimentarios

### Ambiente metamórfico - cataclásticas
Las rocas clásticas en ambientes metamórficos (cataclasticas) son brechas formadas en las fallas, así como algunas protomilonita y pseudotaquilita. En ocasiones, las rocas metamórficas pueden facturase mediante líquidos hidrotermales, formando una brecha de hidrofractura.

#### Rocas hidrotermales clásticas
Las rocas hidrotermales clásticas se restringe generalmente a los formados por hidrofractura, el proceso por el cual el fluido hidrotermal circula por las grietas entre las breccias y lo llena con los precipitados. Esto es particularmente cierto en depósitos de minerales epitermales y se asocia con zonas de alteración alrededor de muchas rocas intrusivas, especialmente granitos. Muchos depósitos de skarn y greisen están asociados con brechas hidrotermales.

### Ambiente ígneo - piroclásticas
Las rocas clásticas en ambientes ígneos (piroclasticas) incluyen rocas volcánicas piroclásticas como tobas, aglomerados y brechas intrusivas, así como algunas morfologías intrusivas marginales eutaxitic y taxitic. Las rocas ígneas clásticas las ha fraccionado por el flujo, la inyección o la irrupción explosiva de rocas ígneas sólidas o semisólidas o lavas.
Ígneas rocas clásticas se pueden dividir en dos clases:
- Fragmentados producidos por procesos intrusivos, generalmente asociada con plutones o stocks de pórfido.
- Fragmentados asociados con erupciones volcánicas, tanto de lava como de tipo piroclásticos.

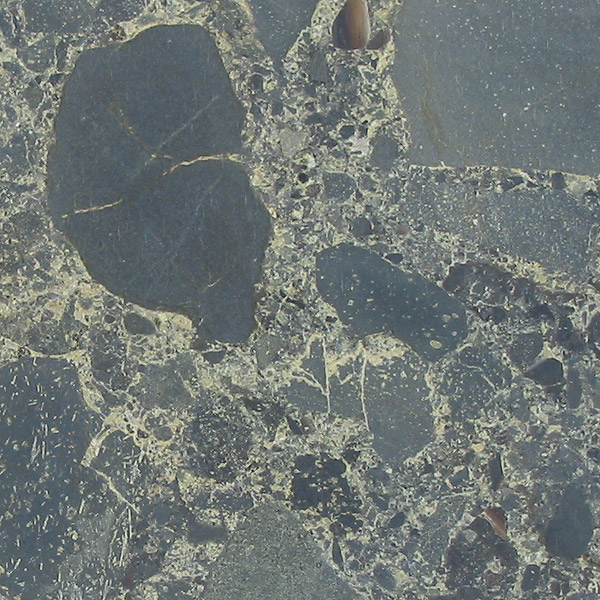
Brecha de basalto, la masa verde es epidota.
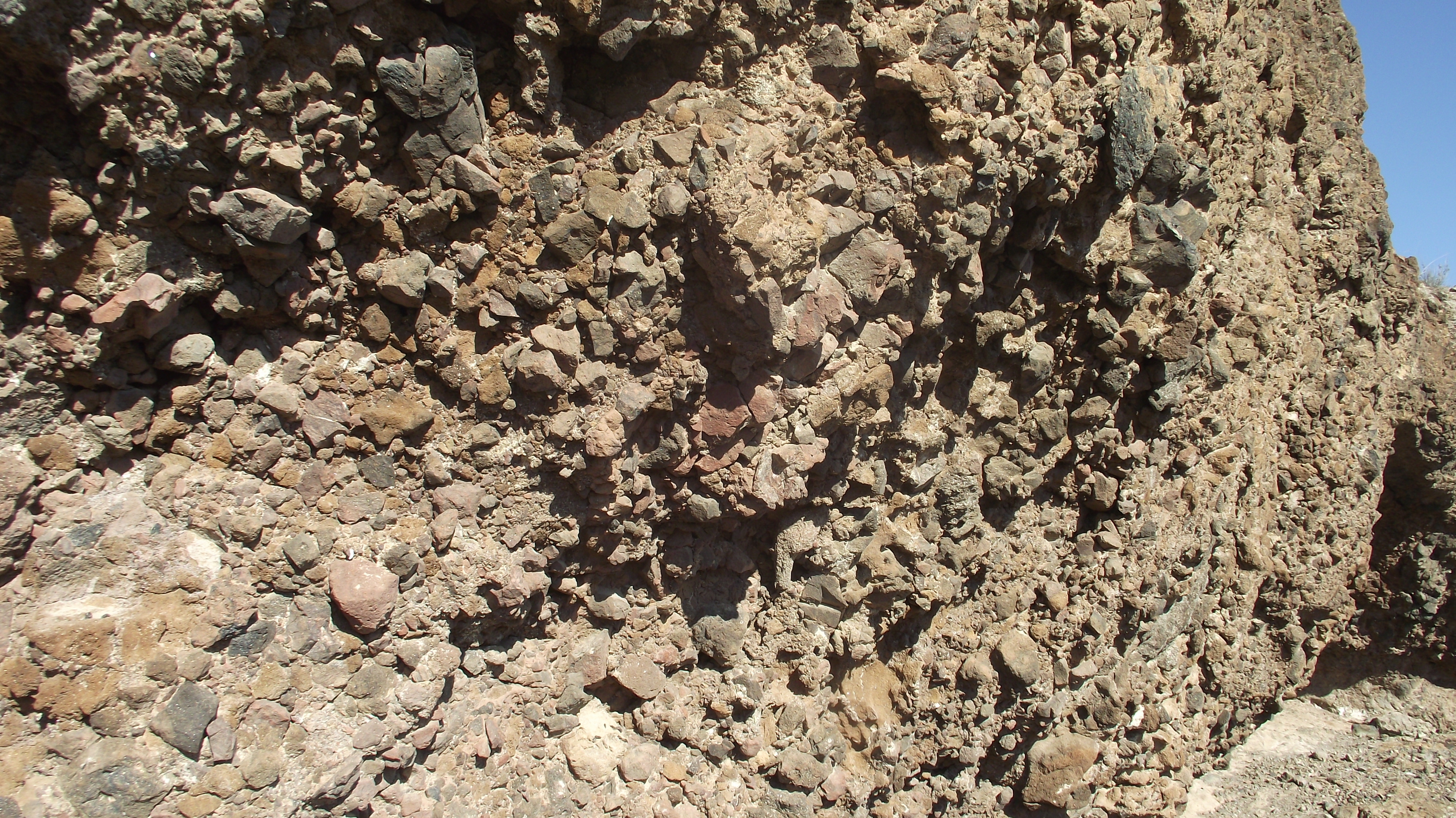
Detalle de roca piroclástica Volcán Barqueros, Murcia, España.

### Brechas de impacto
Una forma bastante rara de roca clástica se puede formar durante el impacto de un meteorito. Este se compone principalmente de material expulsado; clastos de roca de caja, los fragmentos de roca fundidos, tectitas (vidrio expulsada del cráter de impacto) y fragmentos exóticos, incluyendo fragmentos derivados de la propia impactador.
La identificación de una roca clástica como brecha de impacto requiere el reconocimiento de conos astillados, tectitas, esferulitas, y la morfología de un cráter de impacto, así como potencialmente reconocimiento de elementos químico traza, especialmente osmiridio.

## Aprovechamiento industrial
Algunas rocas clásticas poseen aprovechamiento industrial. Unas de forma directa como las arcillas y los loess en la industria cerámica. 
Las rocas clásticas, algunas por su porosidad y otras por ser impermeables, arcillas, hacen de trampa para fluidos. Principalmente agua, pero también petróleo o gas natural. 
También se existe la posibilidad de que se trate de fluidos mineralizados. Entonces se puede producir el depósito de los minerales en los poros. Caso de los mineralizaciones de tipo Almadén relacionados con procesos volcánicos. Las formaciones arenosa pueden actuar como trampa para iones metálicos. Estos se depositarían preferentemente en esos puntos al ser arrastrados en disolución por las aguas que circulan a través de la formación. Este es el caso de los yacimientos de uranio de tipo "roll-front", en los que las trampas se produce en zonas con condiciones reductoras debidas a la concentración de materia orgánica, fundamentalmente restos vegetales, que favorecen la reducción del ion U6+ al U4+, mucho menos móvil. También se puede producir "formaciones de cobre en capas rojas", como las de los distritos de Kupferschiefer (Polonia), White Pine en Míchigan (EE. UU.) y el cinturón cuprífero africano (Zambia-Zaire).